# 特賴納
特賴納（挪威語：Træna）是挪威諾爾蘭郡的一個市镇。